# إبراهيم سيفكي أتساجون
إبراهيم سيفكي أتساجون (1899–28 مايو 1984) هو سياسي وضابط عسكري تركي،شغل منصب رئيس تركيا بصفة مؤقتة لمدة 54 يومًا،وذلك بعد استقالة جمال كورسل،حيث نقل إلى الولايات المتحدة للعلاج،وكان قد شغل منصب رئيس مجلس الشيوخ من 16 ديسمبر 1965 حتى 14 يوليو 1970،ووكيل وزارة الصحة التركية من 16 يناير 1958 حتى 14 يوليو 1960.